# Cacozeliana fuscocapitulum
Cacozeliana fuscocapitulum is een slakkensoort uit de familie van de Cerithiidae. De wetenschappelijke naam van de soort is voor het eerst geldig gepubliceerd in 1906 door Hedley & Petterd als Bittium fuscocapitulum.